# Uglies (film)
Uglies è un film del 2024, diretto da McG e tratto dall'omonimo romanzo del 2005 di Scott Westerfeld.

## Trama
In un futuro distopico e in un luogo imprecisato, una legge impone a tutti i sedicenni di sottoporsi a degli interventi chirurgici che potranno renderli bellissimi. Tally Youngblood è una ragazza che non vede l'ora di sottoporsi all'intervento e che è amica, fin da piccola, di Peris: i due si soprannominano "Nasone" e "Guercetta" sulla base dei propri difetti fisici che scompariranno dopo l'operazione; affermando, però, che manterranno una cicatrice sulla mano che si sono causati da piccoli. 
Peris si sottopone all'intervento 3 mesi prima di Tally, ma i due si promettono di rivedersi il mese dopo sotto il ponte della città, luogo d'incontro dei due. A distanza di un mese Tally fugge boicottando il sistema e si reca al ponte, ma Peris non si presenta. Va così in città, cosa proibita agli "Ugly" per cercare il suo amico. Lo trova in una mega festa ma appare diverso agli occhi dell'amica. Nel mentre che i due parlano un guardiano scopre che Tally è una "Ugly", così essa scappa, aiutata anche da Shay, con cui poi farà amicizia. Durante i restanti due mesi prima dell'intervento, (9 settembre, compleanno di Shay) le due ragazze stringono un rapporto sempre più solido, mentre Peris continua a ignorare l'amica. Poco prima dell'intervento, Shay cerca di convincere Tally a scappare con lei per rifugiarsi nella comunità degli Smoke, spiegandole che con loro sarebbero state davvero libere. Tally rifiuta e Shay scappa da sola.
L'operazione di Tally, con sua sorpresa, viene però sospesa: se non aiuterà la reggente, la dottoressa Nyah Cable a trovare i ribelli sarà condannata a rimanere una "Ugly" (in italiano: "brutta"). Così Tally si infiltra nella comunità degli Smoke, e li capisce che le cose veramente importanti non sono l'aspetto estetico, ma l'animo e il cuore di una persona. Tally inizia allora a vivere insieme a David (capoleader degli Smoke), Shay e tutta la comunità, fino a quando un segnale da una collanina che Cable le aveva dato, attira quest'ultima insieme a una squadra di soldati potenziati (fra cui Peris), che uccidono uno dei loro principali esponenti, il padre di David, così da far scoppiare di rabbia Tally e farla sfogare contro la Cable su come l'aveva ingannata , confessando di fronte a chi l'aveva accettata così com'era.
Tally e gli altri vengono quindi portati nel luogo delle operazioni: Shay è la prima che viene sottoposta agli interventi, cambiando personalità a affermando che non credeva di sentirsi così bene e a suo agio. Tally e gli altri, invece, scappano con un diversivo; nella fuga, riescono a sottrarre un elemento della formula chimica che permette di annullare gli interventi ripristinando l'aspetto originario. Tally decide quindi di farsi operare per poi rendersi volontaria come cavia per l'esperimento di ripristino: quando le chiedono come faranno ad essere certi che lei non cambierà personalità, confermando di voler tornare indietro dopo essere diventata pretty, la ragazza afferma di lasciare un segnale, ovvero la cicatrice sulla mano che decide di non curare.

## Distribuzione
Il film è stato distribuito sulla piattaforma Netflix il 13 settembre 2024.